# Кінзанг Дорджі
Льонпо Кінзанг Дорджі — прем'єр-міністр Бутану 2002–2003 та 2007–2008 років.
Також був міністром громадських робіт і населених пунктів. Вдруге став прем'єр-міністром після відставки Ханду Вангчука й інших міністрів, які збирались взяти участь у виборах 2008 року. Після виборів, що відбулись у березня 2008 року, Кінзанга Дорджі замінив на посту Джігме Тінлей.